# Pseudosaproecius cambeforti
Pseudosaproecius cambeforti är en skalbaggsart som beskrevs av Branco 1995. Pseudosaproecius cambeforti ingår i släktet Pseudosaproecius och familjen bladhorningar. Inga underarter finns listade i Catalogue of Life.